# Energiestandard

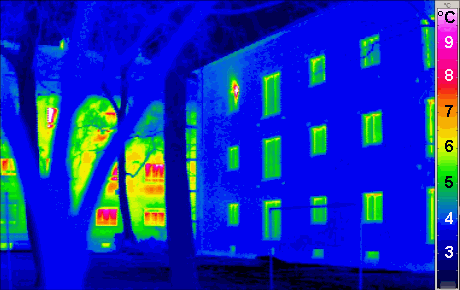
Bauthermografie: Passivhaus rechts im Vergleich zu einem Standardgebäude links

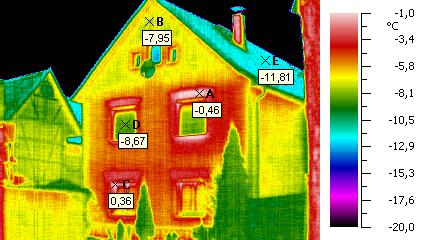
Bauthermografie: ungedämmte Außenwand

Der Energiestandard eines Gebäudes legt fest, wie hoch der Energiebedarf pro Quadratmeter Energiebezugsfläche und Jahr sein darf. Generell wird ein bestimmter Energiestandard durch bauliche Maßnahmen und Haustechnik erreicht. Das Nutzerverhalten hat keinen Einfluss auf den Standard, beeinflusst aber den tatsächlichen Verbrauch.
Gemäß dem Industrieausschuss des Europäischen Parlaments sollten alle Gebäude, die nach dem 31. Dezember 2018 errichtet werden, ihren Energiebedarf vor Ort erzeugen (siehe Nullenergiehaus).

## Standards
In der Bauwirtschaft gibt es eine Vielzahl von Energiestandards und Bezeichnungen. Diese sind teilweise durch Verordnungen und Normen festgelegt. Viele Standards sind inzwischen zertifiziert und/oder qualitätsgesichert.
Im deutschen Sprachraum ist die übliche Maßzahl des Energiebedarfs Kilowattstunden pro Quadratmeter und Jahr [kWh/(m²·a)]. Der Energiebedarf kann umgerechnet werden in andere Größen: 1 kWh/(m²·a) entspricht 3,6 MJ/(m²·a) bzw. 0,114 W/m² bzw. 0,1 l/(m²·a) Heizöläquivalent. Daher stammt der Begriff „3-Liter-Haus“, was etwa 30 kWh/(m²·a) entspricht.
Dabei treten folgende Abgrenzungsschwierigkeiten auf. Je nachdem, was gemeint ist, unterscheiden sich die von einem Haus erfüllten Werte erheblich voneinander:
- Art und Zweck der Energie sind zu bestimmen, z. B. Primärenergie, Nutzenergie, Endenergie, Heizwärme.
- Die Art und Berechnung der Fläche ist näher zu bestimmen.

## Deutschland
Das Gebäudeenergiegesetz (GEG) definiert das grundsätzlich zulässige  Effizienzniveau. Das GEG definiert, wie für jedes Bau- oder Sanierungsvorhaben der Transmissionswärmeverlust und der Jahresprimärenergiebedarf eines sogenannten Referenzhauses berechnet wird und welche Anforderungen sich entsprechend dem Referenzgebäude für tatsächliche Bau- und Sanierungsvorhaben ergeben. Seit dem 1. November 2020 gilt das GEG.
Zuvor galt vom 1. Mai 2014 die EnEV 2014. Der maximal zulässige Energieverbrauch für Neubauvorhaben ist mit dieser Novellierung der EnEV (EnEV 2014) zum 1. Januar 2016 auf das Niveau eines KfW-Effizienzhaus 70 abgesenkt worden.
Zum 1. Januar 2023 traten Änderungen zum aktualisierten Gebäudeenergiegesetz ein, u. a. die Reduzierung des zulässigen Jahres-Primärenergiebedarfs für Neubauten von bisher 75 Prozent des Primärenergiebedarfs des Referenzgebäudes auf 55 Prozent.
Die in Deutschland stark verbreitete Einteilung in Effizienzniveaus bezieht sich auf das KfW-Effizienzhaus. Dieses bezeichnet einen Neubau- und Sanierungs-Standard der KfW-Förderbank (KfW). Entscheidet sich ein Bauherr bei seinem Neubau für die Umsetzung dieses KfW-Standards, kann er bestimmte Fördermaßnahmen der KfW erhalten. Die Bundesregierung fördert die energetische Sanierung und den energieeffizienten Neubau zum KfW-Effizienzhaus über die KfW-Förderbank. Gefördert wird mit zinsgünstigen Darlehen und Zuschüssen.
Ein KfW-Effizienzhaus 100 darf höchstens so viel Primärenergie verbrauchen wie das Referenzhaus nach GEG. Zusätzlich darf der Transmissionswärmeverlust höchstens bei 115 % liegen. Je kleiner die Zahl desto energiesparender ist das Haus. Den geringsten Energiebedarf hat das Effizienzhaus 40 Plus, dessen Primärenergiebedarf nur 40 % des Referenzhauses beträgt.
Der Energiebedarf wird meist auf die Gebäudenutzfläche (AN nach GEG) oder die beheizte Wohnfläche nach Wohnflächenverordnung (WoFlVO) bezogen. Zu unterscheiden sind ferner der Heizwärmebedarf und der (vom Energieträger abhängige) Primärenergiebedarf.
| Standard | Heizwärmebedarf Qh | Primärenergiebedarf QP     | Endenergie-bedarf Qe | Transmissionswärmeverlust H'T |
| --- | ------------------ | -------------------------- | -------------------- | ----------------------------- |
| Vergleichswerte |                    |                            |                      |                               |
| Nicht saniertes Wohnhaus, Baujahr 1960–1980 | 300 kWh/(m²·a)     |                            |                      |                               |
| Durchschnitt Deutschland 2002 | 160 kWh/(m²·a)     |                            |                      |                               |
| Wärmeschutzverordnungen |                    |                            |                      |                               |
| Wärmeschutzverordnung (WSVO 77) | ≤ 250 kWh/(m²·a)   |                            |                      |                               |
| Wärmeschutzverordnung (WSVO 82) | ≤ 150 kWh/(m²·a)   |                            |                      |                               |
| Wärmeschutzverordnung (WSVO 95) | ≤ 100 kWh/(m²·a)   |                            |                      |                               |
| EnEV 2002 |                    |                            |                      |                               |
| Niedrigenergiehaus | ≤ 70 kWh/(m²·a)    |                            |                      |                               |
| EnEV 2004 |                    |                            |                      |                               |
| KfW-60-Haus |                    | ≤ 60 kWh/(m²·a)            |                      |                               |
| KfW-40-Haus |                    | ≤ 40 kWh/(m²·a)            |                      |                               |
| EnEV 2007 |                    |                            |                      |                               |
| KfW-Effizienzhaus 70 |                    | ≤ 60 kWh/(m²·a)            |                      | ≤ 070 %                       |
| KfW-Effizienzhaus 55 |                    | ≤ 40 kWh/(m²·a)            |                      | ≤ 055 %                       |
| EnEV 2009 |                    |                            |                      |                               |
| KfW-Effizienzhaus 100 | ≤ ?? kWh/(m²·a) 1  | ≤ 100 %                    |                      |                               |
| KfW-Effizienzhaus 85 | ≤ 55 kWh/(m²·a) 1  | ≤ 85 % (ca. 50 kWh/(m²·a)) |                      | ≤ 100 %                       |
| KfW-Effizienzhaus 70 | ≤ 45 kWh/(m²·a) 1  | ≤ 70 %                     |                      | ≤ 085 % HT,Ref                |
| KfW-Effizienzhaus 55 | ≤ 35 kWh/(m²·a) 1  | ≤ 55 %                     |                      | ≤ 070 % HT,Ref                |
| KfW-Effizienzhaus 40 | ≤ 25 kWh/(m²·a) 1  | ≤ 40 %                     |                      | ≤ 055 % HT,Ref                |
| EnEV 2014 mit Änderungen 2016 |                    |                            |                      |                               |
| KfW-Effizienzhaus Denkmal | ≤ ?? kWh/(m²·a) 1  | ≤ 160 %                    |                      | ≤ 0175 % HT,Ref               |
| KfW-Effizienzhaus 115 | ≤ ?? kWh/(m²·a) 1  | ≤ 115 %                    |                      | ≤ 0130 % HT,Ref               |
| KfW-Effizienzhaus 100 | ≤ ?? kWh/(m²·a) 1  | ≤ 100 %                    |                      | ≤ 0115 % HT,Ref               |
| KfW-Effizienzhaus 85 | ≤ ?? kWh/(m²·a) 1  | ≤ 85 %                     |                      | ≤ 0100 % HT,Ref               |
| KfW-Effizienzhaus 70 | ≤ 45 kWh/(m²·a) 1  | ≤ 70 %                     |                      | ≤ 085 % HT,Ref                |
| KfW-Effizienzhaus 55 | ≤ 35 kWh/(m²·a) 1  | ≤ 55 %                     |                      | ≤ 070 % HT,Ref                |
| KfW-Effizienzhaus 40 (Plus) | ≤ 25 kWh/(m²·a) 1  | ≤ 40 %                     |                      | ≤ 055 % HT,Ref                |
| Passivhaus (PHPP) | ≤ 15 kWh/(m²·a) 1  | ≤ 120 kWh/(m²·a) 2         |                      |                               |
| Für das Passivhaus gelten folgende Abweichungen: 1 Der Jahres-Heizwärmebedarf wird nach dem LEG/PHI-Verfahren (PHPP) auf die tatsächliche beheizte Fläche (Energiebezugsfläche) bilanziert (statt Gebäudenutzfläche AN nach EnEV). 2 Der Jahres-Primärenergiebedarf wird nach dem PHPP berechnet und enthält die Bedarfe für Heizung, Warmwasserbereitung, Lüftung, Kühlung und Haushaltsstrom. Der Primärenergiebedarf nach EnEV hingegen enthält keinen Bedarf für Haushaltsstrom. |                    |                            |                      |                               |

Deutschlands erstes energieautarkes Haus, das sogenannte Freiburger Solarhaus, wurde im November 2012 20 Jahre alt.

## Österreich

### Kategorien für den Energieausweis
In Österreich sind die Energiestandards – konform mit der EU-Gebäuderichtlinie – wie folgt geregelt:
| HWB in kWh/(m²·a) | Kategorie | Kategorie                        | Heizöläquivalent in l/a |
| ----------------- | --------- | -------------------------------- | ----------------------- |
| ≤ 10              | A++       | Passivhaus                       | 200–300 (a)             |
| ≤ 15              | A+        | Niedrigstenergiehaus             | 400–700 (a)             |
| ≤ 25              | A         | Niedrigstenergiehaus             | 400–700 (a)             |
| ≤ 50              | B         | Niedrigenergiehaus               | 1000–1500 (a)           |
| ≤ 100             | C         | Zielwert nach Bauvorschrift 2008 | 1500–2500 (a)           |
| ≤ 150             | D         | alte, unsanierte Gebäude         | > 3000 (a)              |
| ≤ 200             | E         | alte, unsanierte Gebäude         | > 3000 (a)              |
| ≤ 250             | F         | alte, unsanierte Gebäude         | > 3000 (a)              |
| > 250             | G         | alte, unsanierte Gebäude         | > 3000 (a)              |

Der Heizwärmebedarf wird für jedes Haus individuell ermittelt und in den Energieausweis, der für jedes Gebäude Österreichs Pflicht ist (derzeit in Einführung: Baubewilligung für Errichtung oder bei Sanierung ab einer gewissen Grundfläche, für Förderungen usw.), eingetragen. Der Energieausweis ist zwar Ländersache, aber für Österreich weitgehend konform.

### klimaaktiv Gebäudestandard

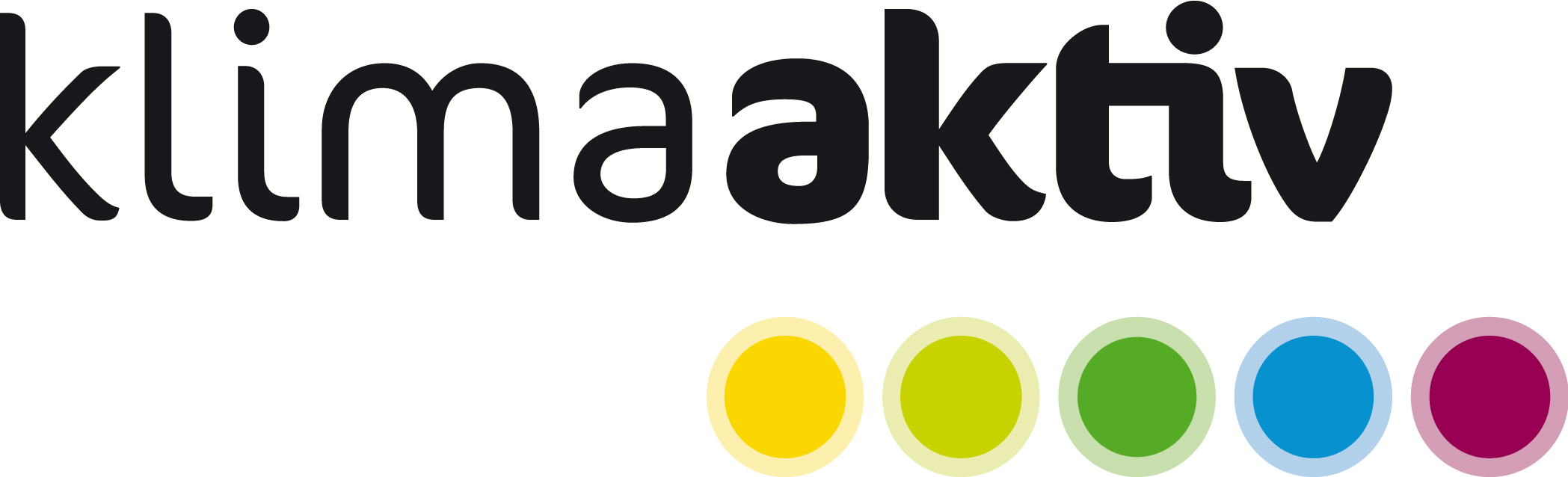
Logo klimaaktiv-Initiative des BMK

Der klimaaktiv Gebäudestandard setzt auf dem PHPP-Standard des Passivhaus Instituts Darmstadt auf, geht aber über einen reinen Energiestandard hinaus.

## Italien

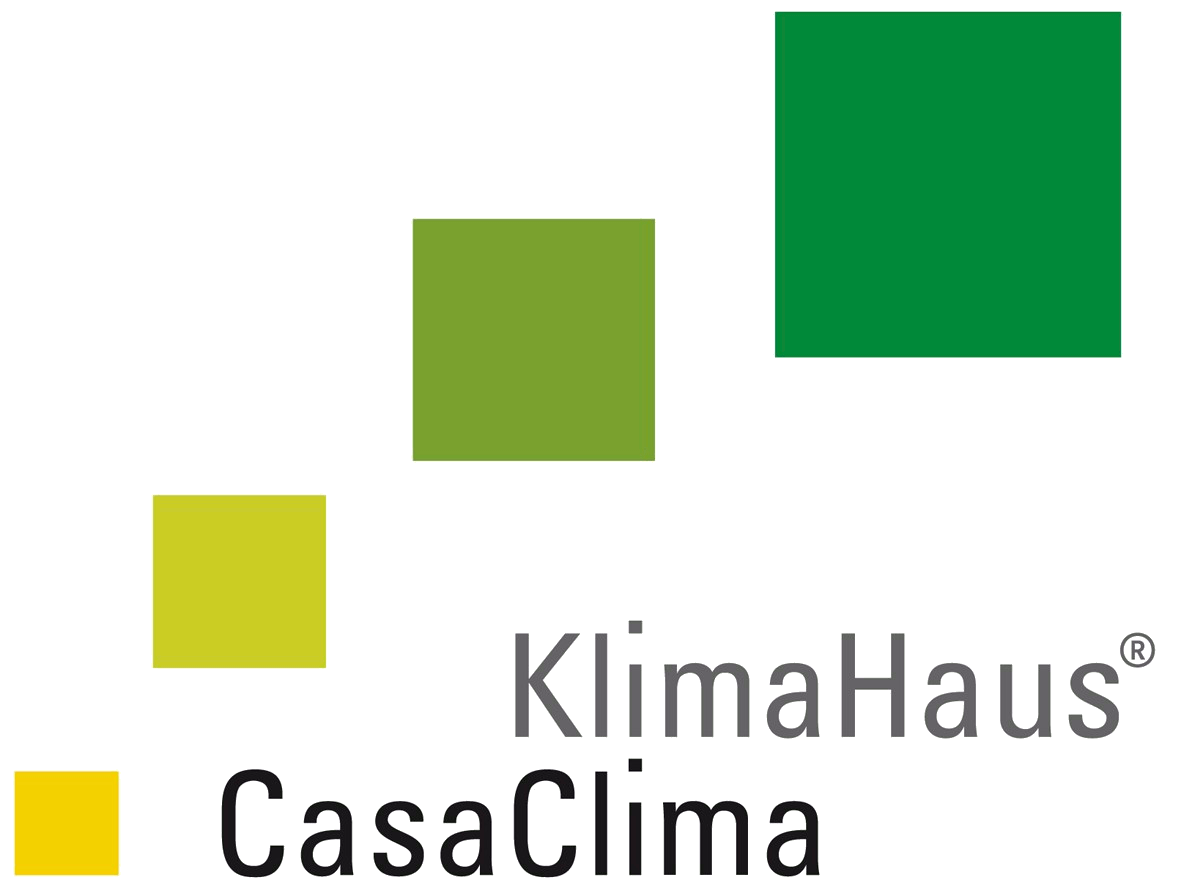
Logo der KlimaHaus Agentur

In Italien wird die Energieeffizienz mit den so genannten Klimahaus-Klassen (Classi CasaClima) festgelegt.
Neubauten sollen dabei mindestens den Standard A erreichen, was einem Energieverbrauch von höchstens 30 kWh/m² Wohnfläche pro Jahr entspricht, während sanierte Wohngebäude mindestens die Klimahaus-Klasse B erreichen sollen, was einem Energieverbrauch von höchstens 50 kWh/m² Wohnfläche pro Jahr entspricht. In den meisten Regionen ist das Erreichen dieses Mindeststandards gesetzlich vorgeschrieben. Die Nicht-Einhaltung hat dabei unweigerlich die Verweigerung der Benutzungsgenehmigung nach Abschluss der Baumaßnahme zur Folge, was automatisch dazu führt, dass das neue bzw. sanierte Wohngebäude bis zur bestandenen Zertifizierung nicht (mehr) bewohnt werden darf.

## Schweizer Minergiestandard

Logo des Vereins und Standards Minergie

Neue und sanierte Bauten können nach dem Minergiestandard zertifiziert werden. Der Minergie-Standard ist insbesondere in der Schweiz verbreitet. Dieser schreibt je nach Nutzung des Baus maximale Energiekennzahlen vor. Als Energiebezugsfläche gilt die Bruttogeschossfläche.
Der Schweizer Minergie-P-Standard für Passivhäuser weicht leicht von den deutschen Anforderungen des Passivhauses ab.

## Abgrenzung
Der Nullenergiehaus-Standard kommt im Jahresmittel ohne Netto-Energiebezug von außen aus. Die benötigte Energie wird am Haus selbst gewonnen. Dieser Standard sagt jedoch nichts über den Energiebedarf des Hauses selbst aus.

## Kritik
Die finanzielle Amortisation unterschiedlicher Energieniveaus ist immer wieder in der Diskussion.
- Eine Berechnung von bow ingenieure GmbH zeigt an einem Beispiel, dass die finanzielle Amortisation höherer Energiestandards ohne staatliche Förderung bei bis zu 45 Jahre liegen kann. Mit Förderung verkürzt sich die Amortisation auf bis zu 1,5 Jahre.[15]

- Als Reaktion auf Kritiken an steigenden Energiestandards hat das Energieinstitut Vorarlberg eine umfangreiche Untersuchung im Vorfeld eines zur Errichtung vorgesehenen Mehrfamilienhauses durchgeführt. Dabei wurden etwa 60.000 Varianten des geplanten Gebäudes analysiert. In einem umfangreichen Rechenverfahren wurden verschiedene Energieniveaus, Errichtungs- und Betriebskosten, unter Berücksichtigung von Preisen aus tatsächlichen Angeboten in einer komplexen Matrix miteinander verglichen. Wesentliches Ergebnis ist, dass das Energieniveau einen geringen Einfluss auf die Bauwerks- und Errichtungskosten hat. Die Studie kommt zum Schluss, dass das Kostenoptimum im Bereich des Passivhausstandards liegt.[16] Eine Folgeuntersuchung zeigt, dass die gewählte Variante umgesetzt werden konnte, wobei Kosten und Energieverbrauch noch unter den berechneten Werten blieben. Die Errichtungskosten lagen am unteren Ende des Niveaus vergleichbaren Gebäuden, die im gleichen Zeitraum errichtet wurden. Auch erfüllte der Energieverbrauch die Passivhauskriterien von unter 15 kWh/(m²·a).[17]